# Édifice de la Confédération (Ottawa)
Pour les articles homonymes, voir Édifice de la Confédération.
L'édifice de la Confédération (en anglais : Confederation Building) est un bâtiment situé à proximité immédiate à l'ouest de la colline du Parlement à Ottawa.

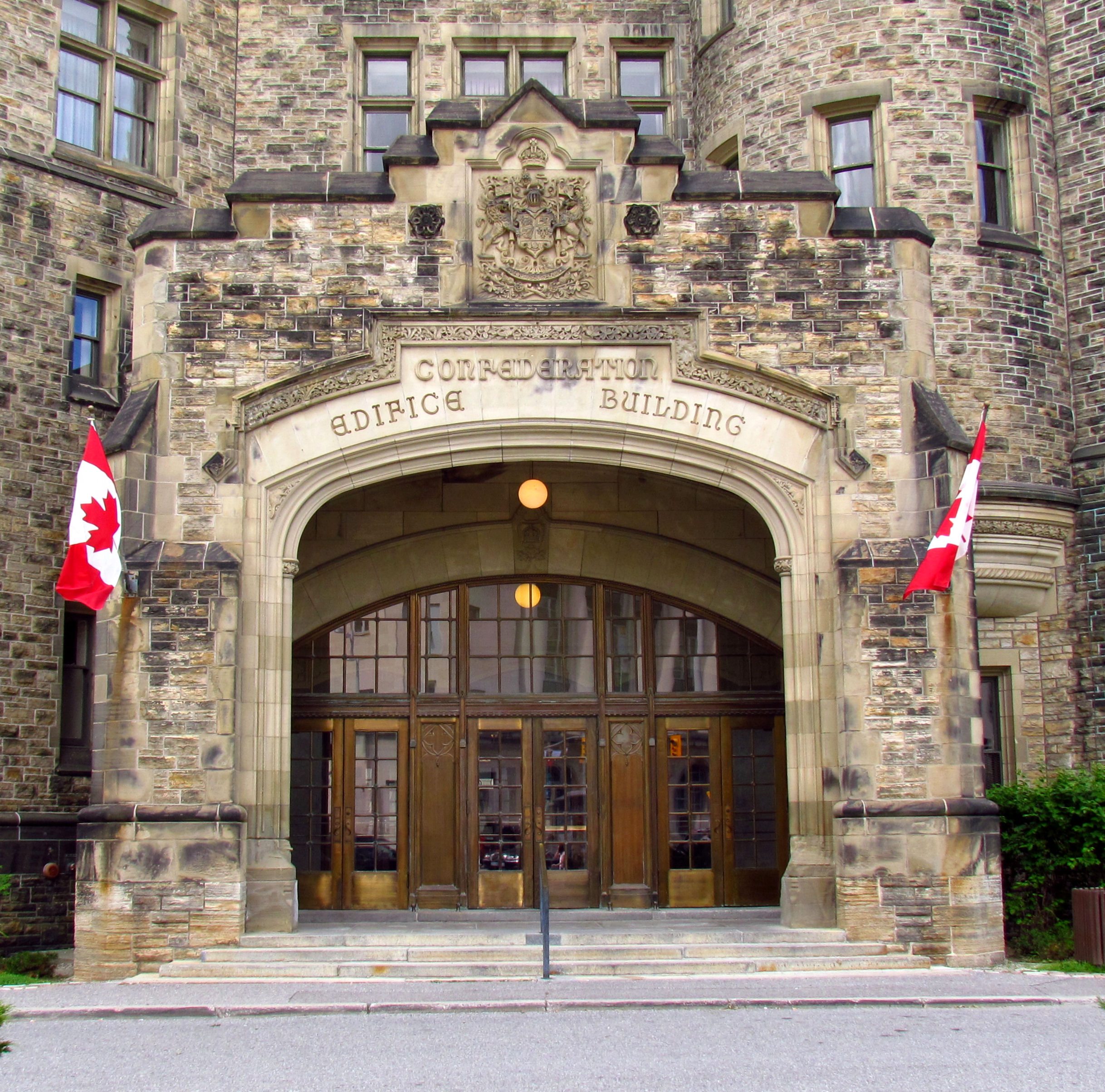
Porte principale.

Construit de 1928 à 1932 dans un style Château par Richard Cotsman Wright (en) et Thomas W. Fuller, l'édifice de la Confédération a été désigné lieu historique national du Canada le 5 février 1988.